# Luigi Radice
Luigi «Gigi» Radice (pronunciación en italiano: /luˈiːdʒi ˈdʒiːdʒi raˈdiːtʃe/; Cesano Maderno, Italia; 15 de enero de 1935-Turín, Italia; 7 de diciembre de 2018) fue un jugador y entrenador de fútbol italiano. En su etapa como jugador profesional se desempeñaba como lateral izquierdo.
Se retiró como jugador a los treinta años debido a una grave lesión en la rodilla. Era conocido por la implementación de tácticas de presión en sus equipos. Fue el primer y hasta ahora único entrenador en ganar la Serie A con el Torino desde la Tragedia de Superga ocurrida en 1949, mérito que le sirvió para ganar el premio Seminatore d'oro en 1976, año de la obtención del campeonato. 
El 17 de abril de 1979 sufrió un accidente con su automóvil, donde viajaba junto al exfutbolista Paolo Barison. Radice solo sufrió algunos moretones, pero Barison perdió la vida. 
El 26 de abril de 2015, su hijo Ruggiero reveló en una entrevista que Gigi Radice sufría de la enfermedad de Alzheimer, la cual padeció hasta su fallecimiento en diciembre de 2018.

## Selección nacional
Fue internacional con la selección de fútbol de Italia en cinco ocasiones. Participó en la Copa del Mundo de 1962.

### Participaciones en Copas del Mundo
| Mundial                        | Sede  | Resultado      | Partidos | Goles |
| ------------------------------ | ----- | -------------- | -------- | ----- |
| Copa Mundial de Fútbol de 1962 | Chile | Fase de grupos | 2        | 0     |

## Clubes

### Como jugador
| Club                 | País   | Año       |
| -------------------- | ------ | --------- |
| Milan                | Italia | 1955-1965 |
| → Triestina (cedido) | Italia | 1959-1960 |
| → Padova (cedido)    | Italia | 1960-1961 |

### Como entrenador
| Club       | País   | Año       |
| ---------- | ------ | --------- |
| Monza      | Italia | 1966-1968 |
| Treviso    | Italia | 1968-1969 |
| Monza      | Italia | 1969-1971 |
| Cesena     | Italia | 1972-1973 |
| Fiorentina | Italia | 1973-1974 |
| Cagliari   | Italia | 1975      |
| Torino     | Italia | 1975-1980 |
| Bologna    | Italia | 1980-1981 |
| Milan      | Italia | 1981-1982 |
| Bari       | Italia | 1983      |
| Inter      | Italia | 1983-1984 |
| Torino     | Italia | 1984-1989 |
| Roma       | Italia | 1989-1990 |
| Bologna    | Italia | 1990-1991 |
| Fiorentina | Italia | 1991-1993 |
| Cagliari   | Italia | 1993      |
| Genoa      | Italia | 1995-1996 |
| Monza      | Italia | 1996-1997 |

## Palmarés

### Como jugador

#### Campeonatos nacionales
| Título  | Club  | País   | Año  |
| ------- | ----- | ------ | ---- |
| Serie A | Milan | Italia | 1957 |
| Serie A | Milan | Italia | 1959 |
| Serie A | Milan | Italia | 1962 |

#### Copas internacionales
| Título                      | Club  | Sede                 | Año  |
| --------------------------- | ----- | -------------------- | ---- |
| Copa Latina                 | Milan | Milán (Italia)       | 1956 |
| Copa de Campeones de Europa | Milan | Londres (Inglaterra) | 1963 |

### Como entrenador

#### Campeonatos nacionales
| Título             | Club   | País   | Año  |
| ------------------ | ------ | ------ | ---- |
| Serie C (Girone A) | Monza  | Italia | 1967 |
| Serie A            | Torino | Italia | 1976 |

#### Distinciones individuales
| Distinción       | Año  |
| ---------------- | ---- |
| Seminatore d'oro | 1976 |